# Hilfswerk Mutter und Kind

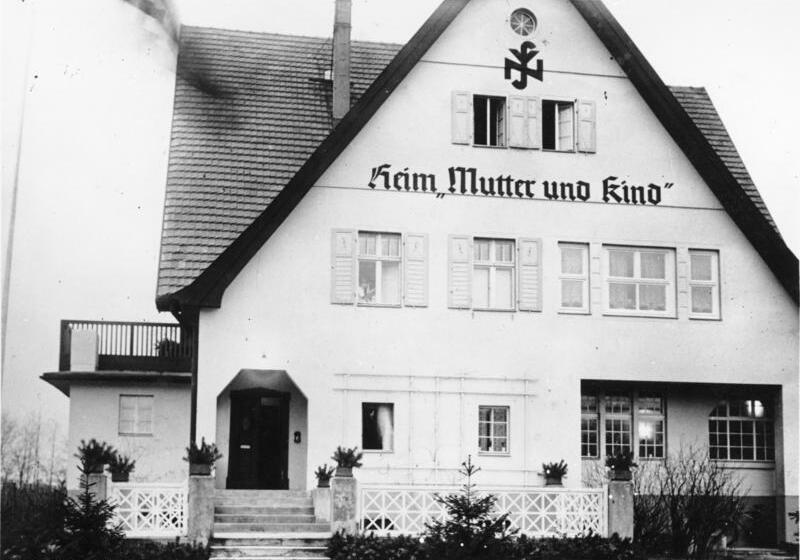
Heim „Mutter und Kind“, 1944

Das Hilfswerk Mutter und Kind (kurz: Hilfswerk MuK) wurde 1934 in der Zeit des Nationalsozialismus gegründet und hatte die Aufgabe, als „arisch“ geltende Schwangere und junge Mütter und deren Nachwuchs zu betreuen. Das Hilfswerk unterstand dem Hauptamt für Volkswohlfahrt in der Reichsleitung der NSDAP.
Die Aufgaben gliederten sich wie folgt:
- Hilfe für die Familie durch Gemeindepflege der NS-Schwesternschaft, durch zusätzliche Unterstützungen, durch Wohnungs- und Siedlungshilfe und durch Arbeitsplatzhilfe.
- Fürsorge für die Mutter durch Hilfe für die werdende Mutter, die Wöchnerin und die ledige Mutter, durch Müttererholungsfürsorge, durch Einrichtung von Hilfsstellen sowie durch Mütterverschickung. Bis 1937 wurden 77.169 Mütter in „Urlaub“ geschickt.
- Wahrnehmung erzieherischer und gesundheitlicher Aufgaben in den Kindertagesstätten. Einrichtung von Erntekindergärten, Verpflegung der Kinder und gesundheitliche Maßnahmen für die Kleinkinder. Im ganzen damaligen Deutschen Reich existierten nur 3.461 Kindertagesstätten mit 153.000 Kindern. Diese geringe Zahl geht auf die nationalsozialistische Politik zurück, aufgrund derer die Frauen im öffentlichen Leben zurückgedrängt wurden und ihre Rolle als Mutter und Erzieherin betont wurde, um im Sinne der NS-Ideologie die Geburtenrate zu erhöhen (vgl. Frauen im Nationalsozialismus). Mit Beginn und Fortschreiten des Krieges wurden Frauen verstärkt als Arbeitskräfte in der Kriegswirtschaft und der Verwaltung benötigt, und so stieg die Zahl der Kindergartenplätze stark an.
- Jugendhilfe durch Jugenderziehungsberatungsstellen und NS-Jugendheimstätten.
- Jugenderholung durch Verschickung von Schulkindern und schulentlassenen Jugendlichen in Landpflegestellen, Heime und Tageserholungsstätten.

Die Arbeit wurde vorwiegend von ehrenamtlichen Helfern geleistet, besonders von Mitgliedern der NS-Frauenschaft und der NS-Volkswohlfahrt. Das Statistische Jahrbuch von 1938 weist aus, dass im Jahr 1935 7,3 Millionen Reichsmark für die Arbeit des Hilfswerkes aufgewendet wurden. 1936 waren es 54,6 Millionen und 1937 wurden 78,4 Millionen verbraucht.